# Quié
Quié – miejscowość i gmina we Francji, w regionie Oksytania, w departamencie Ariège.
Według danych na rok 2010 gminę zamieszkiwało 297 osób, a gęstość zaludnienia wynosiła 118 osoby/km² .